# Parc national du Mont-Saint-Bruno
Vous lisez un « bon article » labellisé en 2010.
Le parc national du Mont-Saint-Bruno est un petit parc national du Québec situé à Saint-Bruno-de-Montarville, à 15 km à l'est de Montréal. Le parc, d'une superficie de 8,8 km2, comprend notamment le mont Saint-Bruno, l'une des collines Montérégiennes, culminant à 218 mètres. Malgré sa petite taille, la montagne est reconnue pour sa grande richesse faunique et floristique. Elle est située au cœur de l'ancienne seigneurie de Montarville, où la série de lacs a permis la construction et l'exploitation de nombreux moulins à eau. Le bâtiment de l'un d'eux, le Vieux-Moulin, existe toujours.
Au début du XXe siècle, la montagne devient un lieu de villégiature de luxe ainsi qu'un lieu recherché par les communautés religieuses pour leurs besoins alimentaires. L'une de ces communautés, les Frères de Saint-Gabriel, se démarque avec la construction d'une maison d'enseignement et d'un arboretum. En 1976, le gouvernement du Québec acquiert une partie de la montagne et la transforme en parc en 1985. Depuis 1999, le parc est géré par la Société des établissements de plein air du Québec (SÉPAQ).
Le parc est visité par près de 1 million de visiteurs chaque année. Il est possible d'y pratiquer la randonnée pédestre, le ski de fond, le vélo traditionnel et le fatbike, l’interprétation de la nature et de l’histoire, la raquette et le ski alpin.

## Toponymie
Le parc est nommé d'après le mont Saint-Bruno, qui reprend le nom de Saint-Bruno-de-Montarville, une municipalité située à l'ouest de la montagne. La montagne était autrefois connue sous le nom de « colline de Montarville », du nom de la seigneurie de Montarville. C'est la fondation de la paroisse de Saint-Bruno en 1842 qui provoqua le changement graduel du nom. Le nom de la paroisse visait à commémorer la famille Bruneau qui en finança les débuts.

## Géographie
Le parc a une superficie de 884 ha. Il comprend une partie du mont Saint-Bruno, l'une des neuf collines Montérégiennes qui culmine à 218 mètres. Il est situé à environ 15 km à l'est de Montréal, sur le territoire de la municipalité de Saint-Bruno-de-Montarville et de la ville de Sainte-Julie, toutes deux appartenant à la région administrative de la Montérégie.

### Géologie

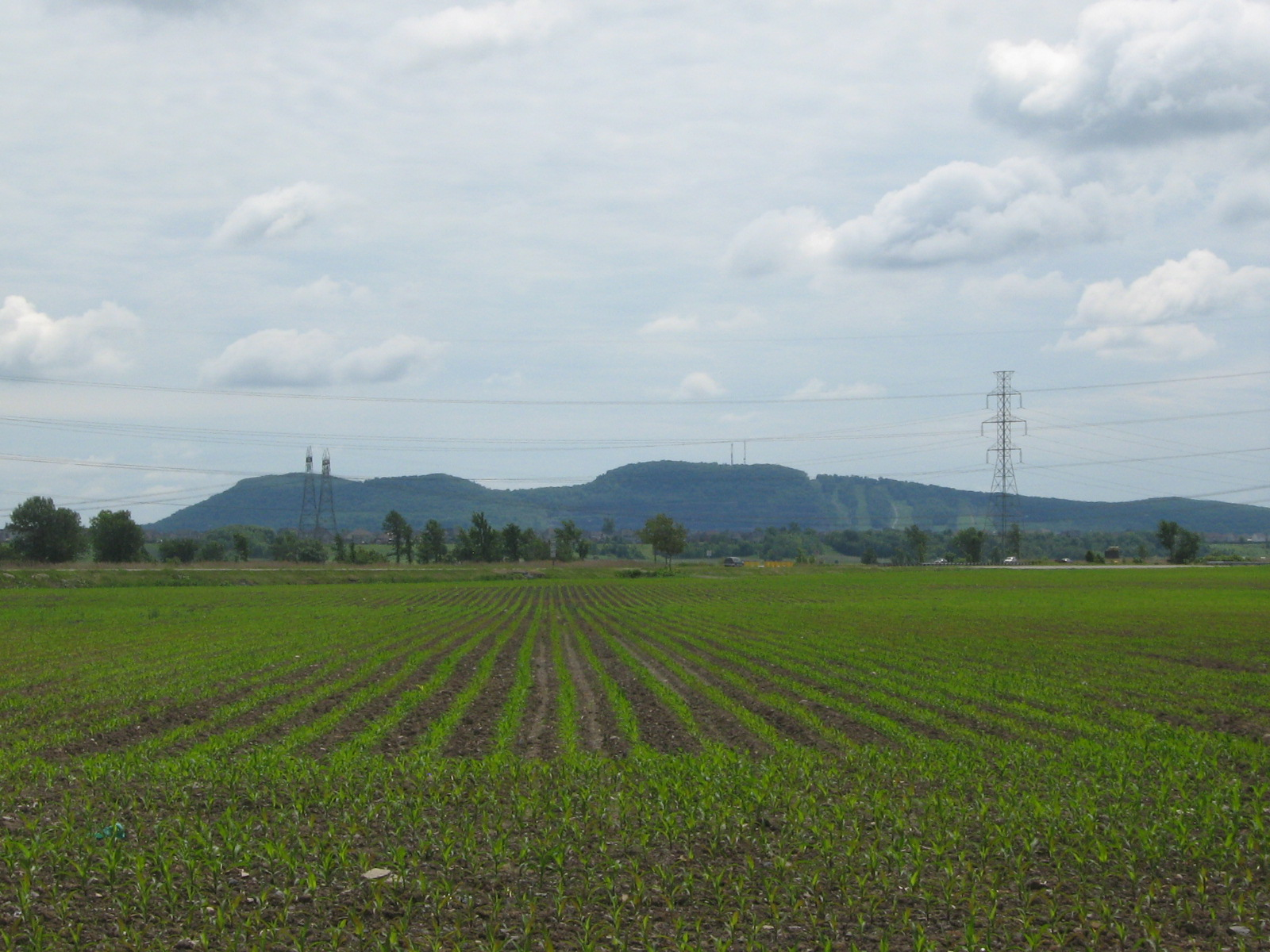
Le mont Saint-Bruno vu du nord-est.

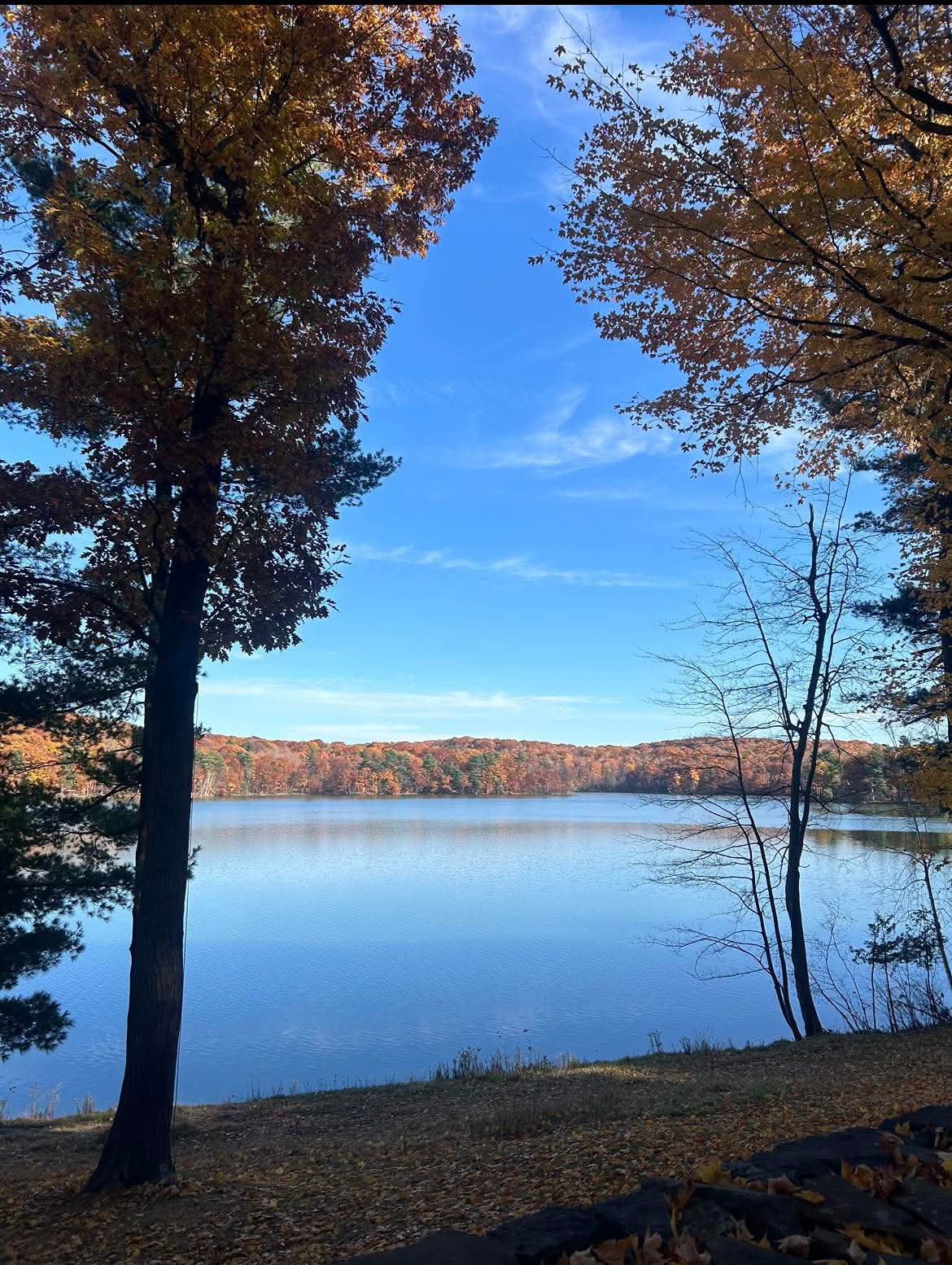
Photo du lac du Moulin en automne

La composition et l'origine géologique du mont Saint-Bruno sont semblables à celles des autres collines Montérégiennes. Formées par une intrusion de magma dans la croûte terrestre associée à un point chaud lié à l'ouverture de l'océan Atlantique il y a environ 124 millions d'années (Ma), les montérégiennes ont été exposées à l'air libre par l'érosion des couches sédimentaires du Paléozoïque, plus tendres que celles des roches ignées et métamorphiques des plutons.
La dernière glaciation a arrondi la montagne pour lui donner son aspect actuel. Elle fut aussi partiellement recouverte par la mer de Champlain, qui a laissé des dépôts peu épais de limon, de sable, de gravier sableux et de gravier.
Le massif est composé en majorité de péridotite accompagnée de gabbro et de syénite. Le tout est entouré de shale et de siltstone datant de l'Ordovicien (environ 500 Ma) et métamorphosés par l'intrusion du magma.

### Relief

Carte du Parc national du Mont-Saint-Bruno.

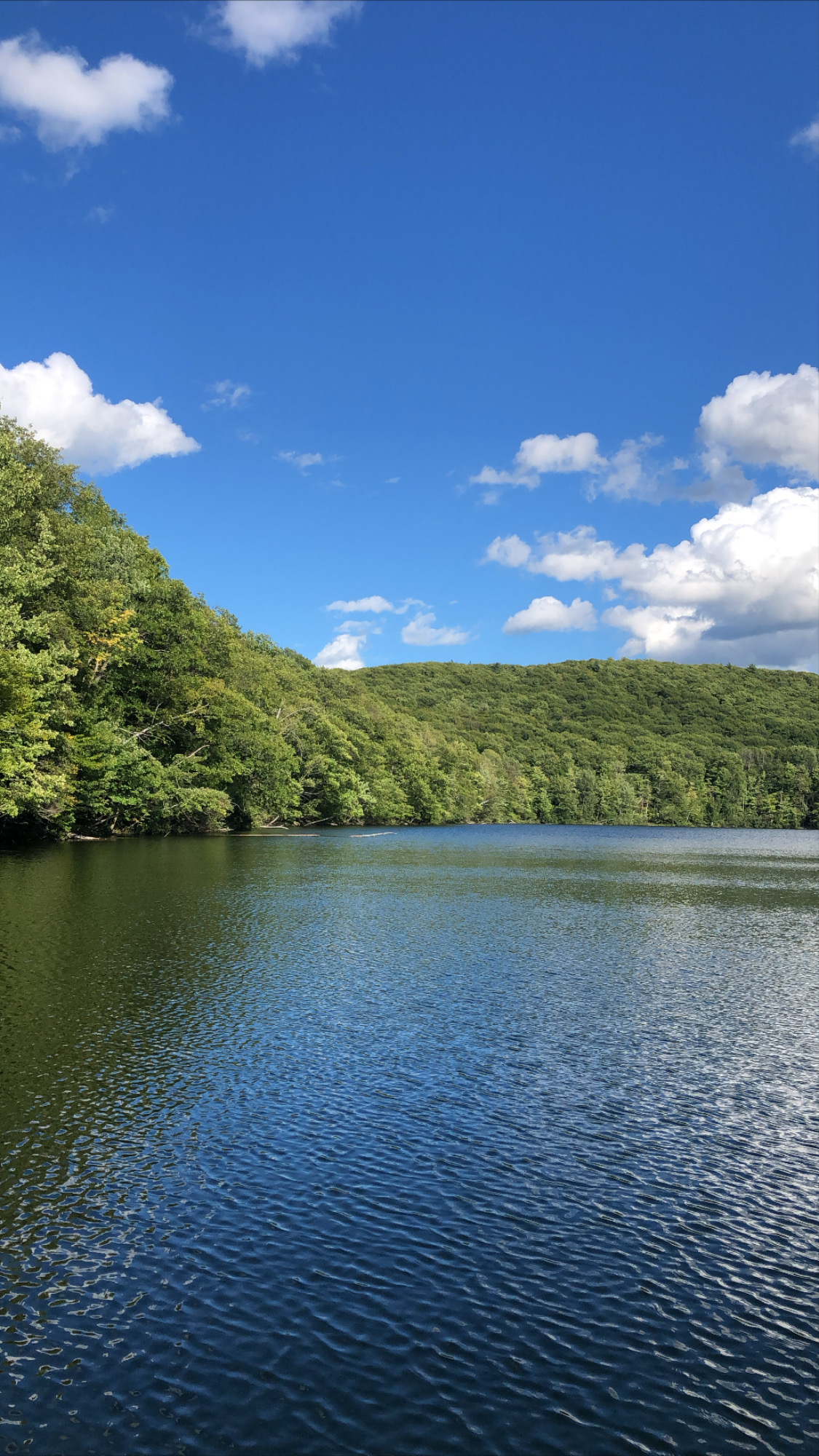
Lac des Bouleaux.

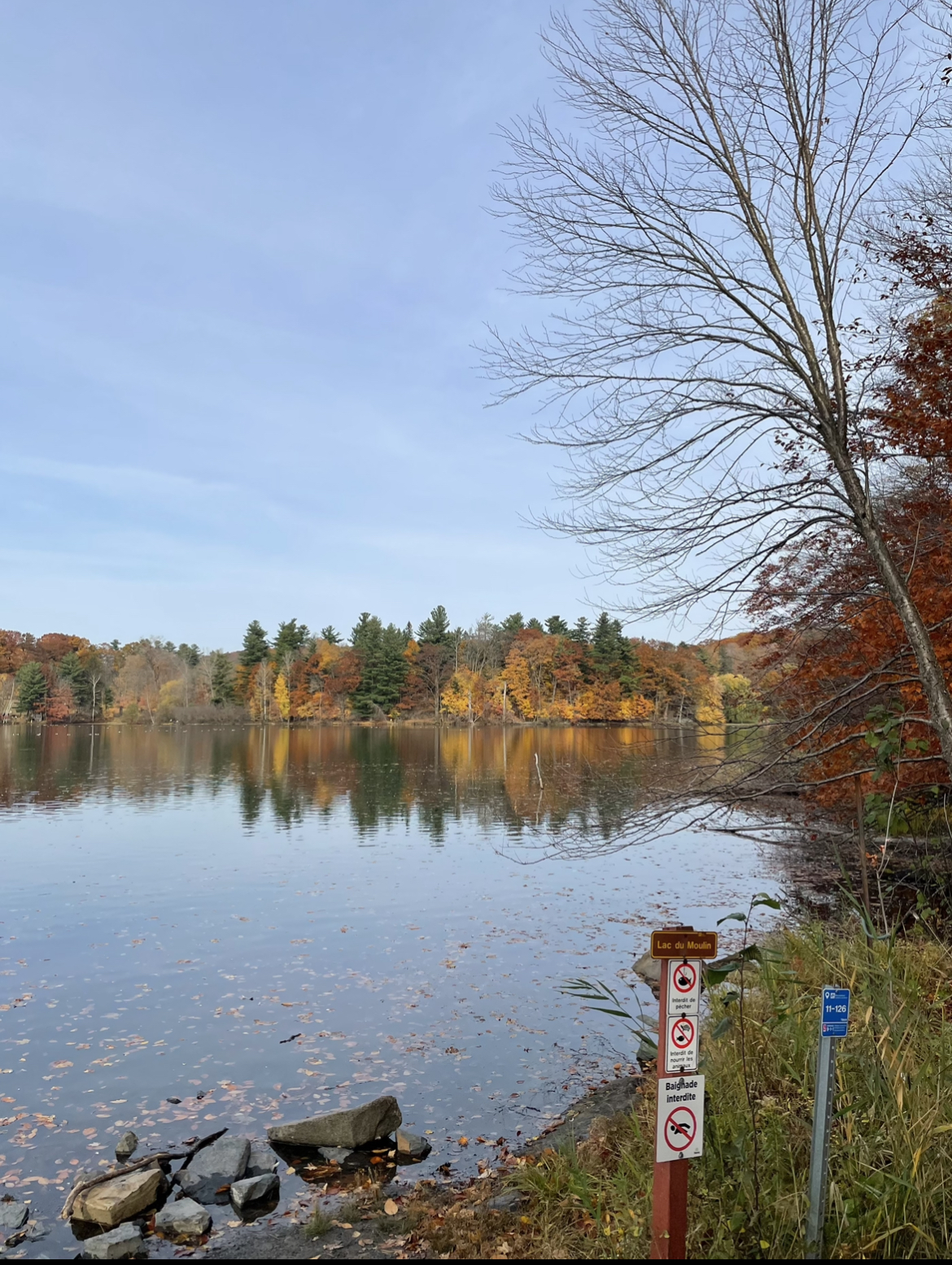
Lac du Moulin.

Le mont Saint-Bruno est un inselberg culminant à 218 mètres au-dessus d'une plaine d'une altitude moyenne de 30 mètres. Les plus hauts sommets sont situés au nord-est et forment une ellipse autour du lac des Bouleaux. Celui-ci s'abaisse graduellement vers le sud-ouest et est ponctué de quelques cuvettes remplies d'eau. 

### Hydrographie

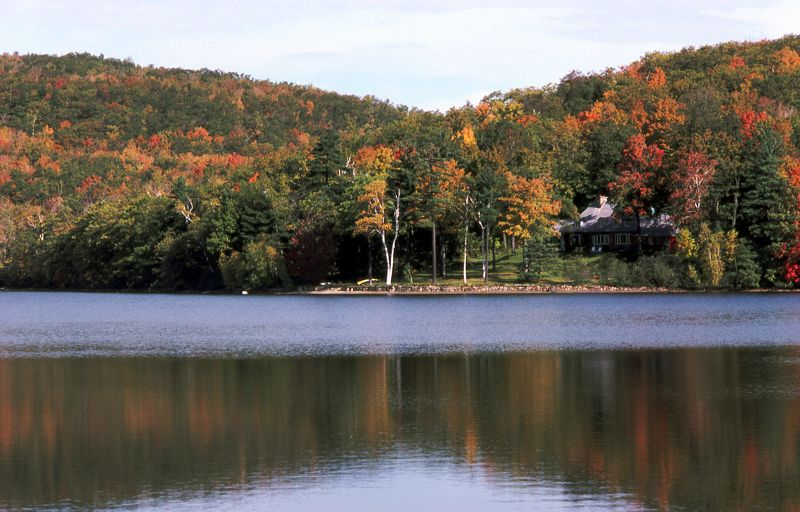
Lac Seigneurial.

Malgré sa petite taille, le réseau hydrographique du parc est bien développé. Il comprend cinq lacs, une tourbière, deux étangs artificiels et des ruisseaux. Le tout se déverse dans la rivière Richelieu. Les lacs du Moulin, Seigneurial et des Bouleaux servent pour l'alimentation en eau potable de la municipalité de Saint-Bruno-de-Montarville.

### Climat
Le climat du sud des basses-terres du Saint-Laurent possède un climat modéré, subhumide et continental intermédiaire. Il s'agit de la région où le climat est le plus clément au Québec. La température annuelle moyenne dans le parc est de 6 °C. La saison sans gel a une moyenne de 149 jours et l'insolation annuelle est de 2 000 heures. La montagne reçoit 1 014 mm de précipitations, dont 239 cm en neige.
Malgré sa faible hauteur (218 mètres), les conditions sont légèrement plus rigoureuses au sommet de la montagne, ce qui provoque un étagement de la végétation. Celle-ci passe de l'érablière à caryer à la base, à la chênaie rouge à érable à sucre au sommet.
| Mois                              | jan.  | fév.  | mars | avril | mai  | juin | jui.  | août  | sep.  | oct. | nov. | déc.  | année   |
| --------------------------------- | ----- | ----- | ---- | ----- | ---- | ---- | ----- | ----- | ----- | ---- | ---- | ----- | ------- |
| Température minimale moyenne (°C) | −12,4 | −10,6 | −4,8 | 2,9   | 10   | 14,9 | 17,9  | 16,7  | 11,9  | 5,9  | −0,2 | −8,9  | 3,5     |
| Température moyenne (°C)          | −8,9  | −7,2  | −1,2 | 7     | 14,5 | 19,3 | 22,3  | 20,8  | 15,7  | 9,2  | 2,5  | −5,6  | 7,4     |
| Température maximale moyenne (°C) | −5,4  | −3,7  | 2,4  | 11    | 19   | 23,7 | 26,6  | 24,8  | 19,4  | 12,3 | 5,1  | −2,3  | 11,1    |
| Précipitations (mm)               | 73,6  | 70,9  | 80,2 | 76,9  | 86,5 | 87,5 | 106,2 | 100,6 | 100,8 | 84,3 | 93,6 | 101,5 | 1 062,5 |
| dont neige (cm)                   | 45,9  | 46,6  | 36,8 | 11,8  | 0,4  | 0    | 0     | 0     | 0     | 2,2  | 24,9 | 57,8  | 226,2   |

## Milieu naturel
Le parc est situé dans l'écorégion basses-terres du Saint-Laurent, selon le cadre écologique du Canada. Cette région est celle qui présente le climat le plus méridional de la province. Elle est caractérisée par la présence de forêts mixtes dominées par l'Érable à sucre, le Bouleau jaune, la Pruche du Canada et le Pin blanc. Environ 60 % de l'écorégion est consacrée à la culture intensive. L'urbanisation y est aussi importante, elle comprend entre autres les villes de Québec, Montréal et Ottawa.

### Flore

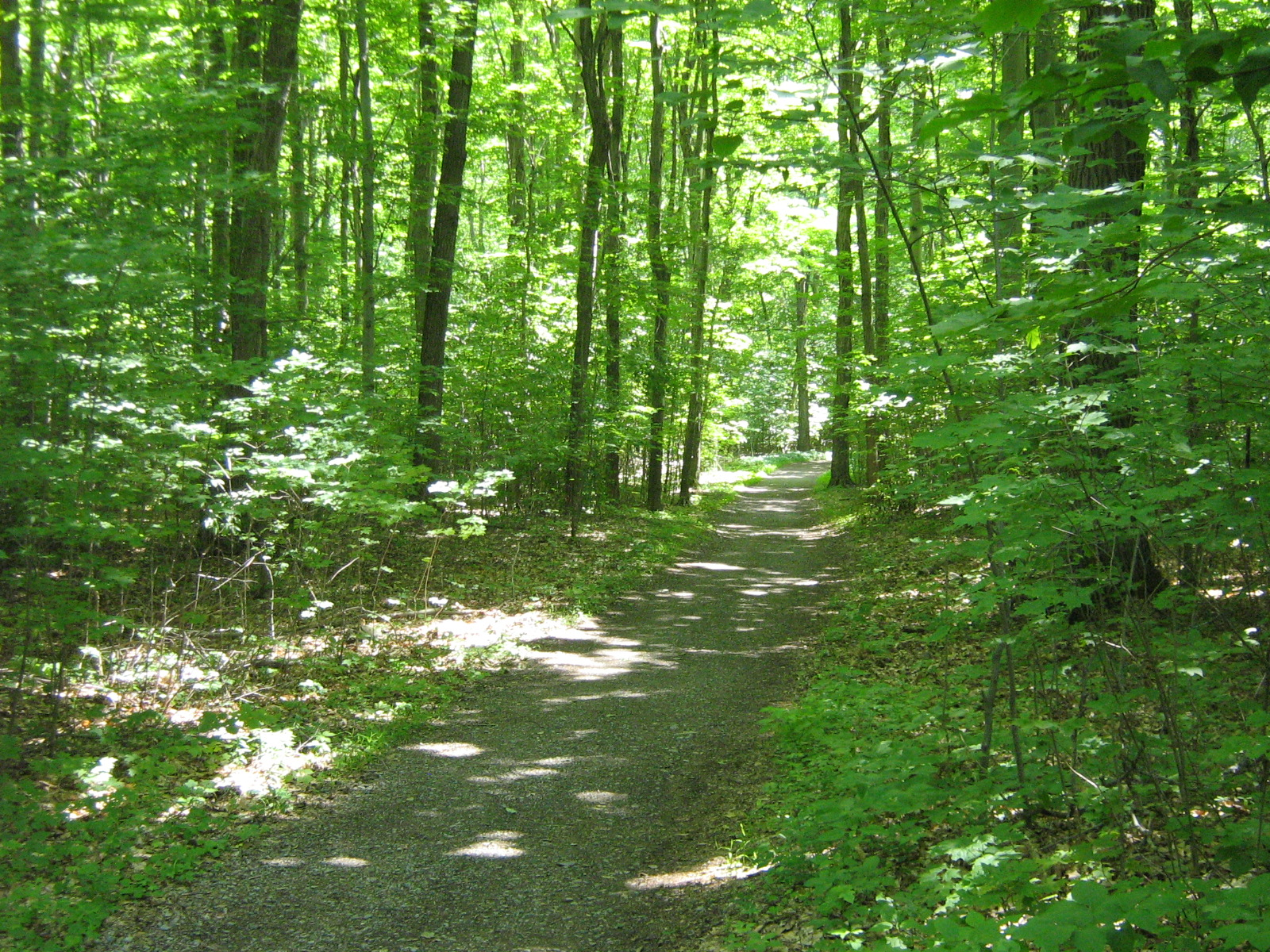
Sentier forestier dans le parc.

Le parc du Mont-Saint-Bruno abrite 574 espèces végétales, soit 20 % des plantes répertoriées dans la province. En deçà d'une altitude de 140 mètres, la forêt du parc est dominée par l'érablière à Caryer cordiforme (Carya cordiformis). Entre 100 et 140 mètres, les forêts sont dominées par l'Érable à sucre (Acer saccharum) accompagné de Tilleul d'Amérique (Tilia americana) ou de Chêne rouge (Quercus rubra). On y retrouve aussi la Pruche du Canada (Tsuga canadensis), l'Ostryer de Virginie (Ostrya virginiana), le Bouleau jaune (Betula alleghaniensis), la Viorne à feuilles d'aulne (Viburnum lantanoides) et le Thuya occidental (Thuja occidentalis).
24 espèces de plantes du parc sont des espèces en péril. Ces plantes sont l'Adiante du Canada (Adiantum pedatum), l'Ail des bois (Allium tricoccum), l'Asaret gingembre (Asarum canadense), la Cardamine carcajou (Cardamine diphylla), le Ginseng à cinq folioles (Panax quinquefolius), la Matteuccie fougère-à-l'autruche (Matteuccia struthiopteris), le Phégoptère à hexagones (Phegopteris hexagonoptera), le Podophylle pelté (Podophyllum peltatum), la Sanguinaire du Canada (Sanguinaria canadensis), le Trille blanc (Trillium grandiflorum), l'Uvulaire grande-fleur (Uvularia grandiflora), la Cardamine à feuilles découpées (Cardamine concatenata), le Carex de Back (Carex backii), le Carex porte-tête (Carex cephalophora), le Carex à feuilles poilues (Carex hirtifolia), le Carex de Hitchcock (Carex hitchcockiana), le Carex à larges feuilles (Carex platyphylla), le Carex de Swan (Carex swanii), le Carex faux-rubanier (Carex sparganioides), le Conopholis d'Amérique (Conopholis americana), la Desmodie nudiflore (Desmodium nudiflorum), le Galéaris remarquable (Galearis spectabilis) et le Staphylier à trois folioles (Staphylea trifolia).

### Faune
Le parc est fréquenté par 38 espèces de mammifères. Le seul grand mammifère que l'on observe dans le parc est le Cerf de Virginie (Odocoileus virginianus). Les mammifères les plus communs sont l'Écureuil gris (Sciurus carolinensis), la Souris à pattes blanches (Peromyscus leucopus), le Tamia rayé (Tamias striatus) et la Marmotte commune (Marmota monax),. On retrouve trois espèces de mammifères en péril dans le parc, soit la Chauve-souris argentée (Lasionycteris noctivagans), la Chauve-souris cendrée (Lasiurus cinereus) et la Chauve-souris rousse (Lasiurus borealis).

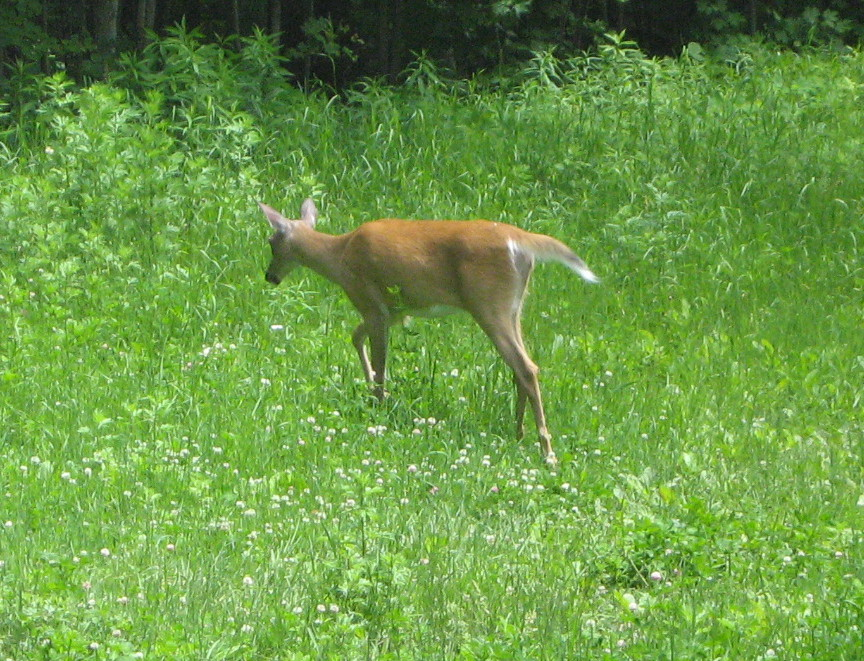
Cerf de Virginie
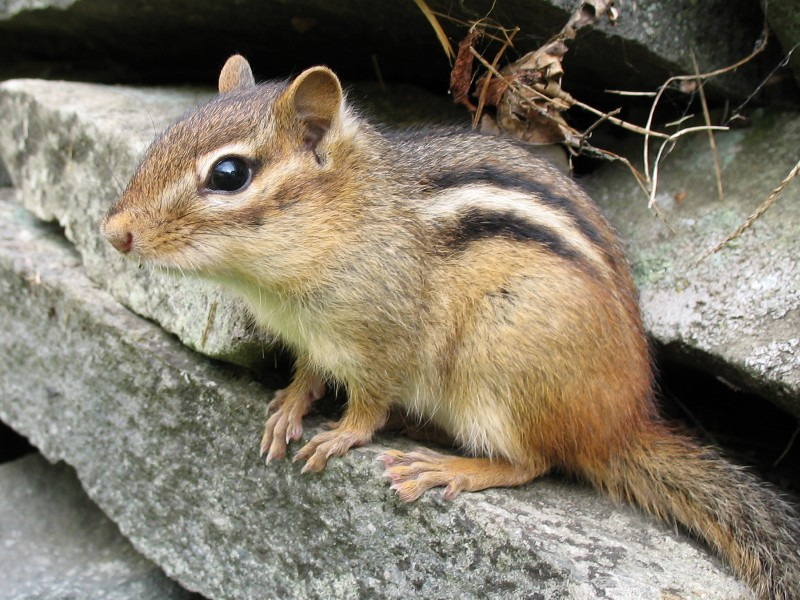
Tamia rayé

Le parc est fréquenté par 234 espèces d'oiseaux, soit 72 % des espèces représentées au Québec. Parmi ceux-ci on retrouve plusieurs oiseaux de proie, dont la Buse à épaulettes (Buteo lineatus), l'épervier de Cooper (Accipiter cooperii), le Petit-duc maculé (Megascops asio), le Grand-duc d'Amérique (Bubo virginianus), la Chouette rayée (Strix varia), l'Autour des palombes (Accipiter gentilis), la Petite Buse (Buteo platypterus), la Buse à queue rousse (Buteo jamaicensis) et la Crécerelle d'Amérique (Falco sparverius). Cinq espèces d'oiseaux en péril sont répertoriées dans le parc, soit le Faucon pèlerin (Falco peregrinus), le Troglodyte à bec court (Cistothorus platensis), la Paruline azurée (Dendroica cerulea), le Martinet ramoneur (Chaetura pelagica) et le Engoulevent d'Amérique (Chordeiles minor).

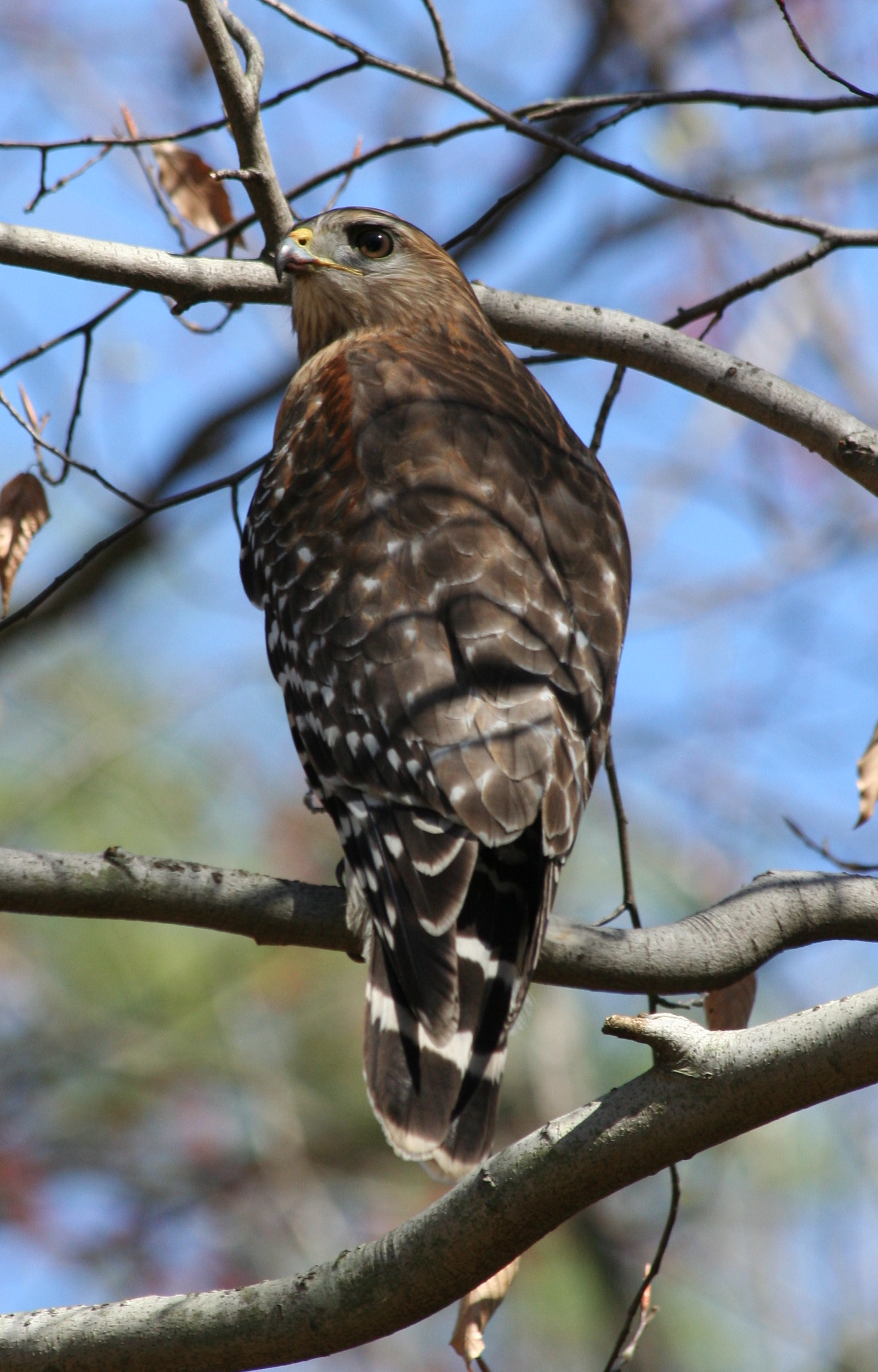
Buse à épaulettes
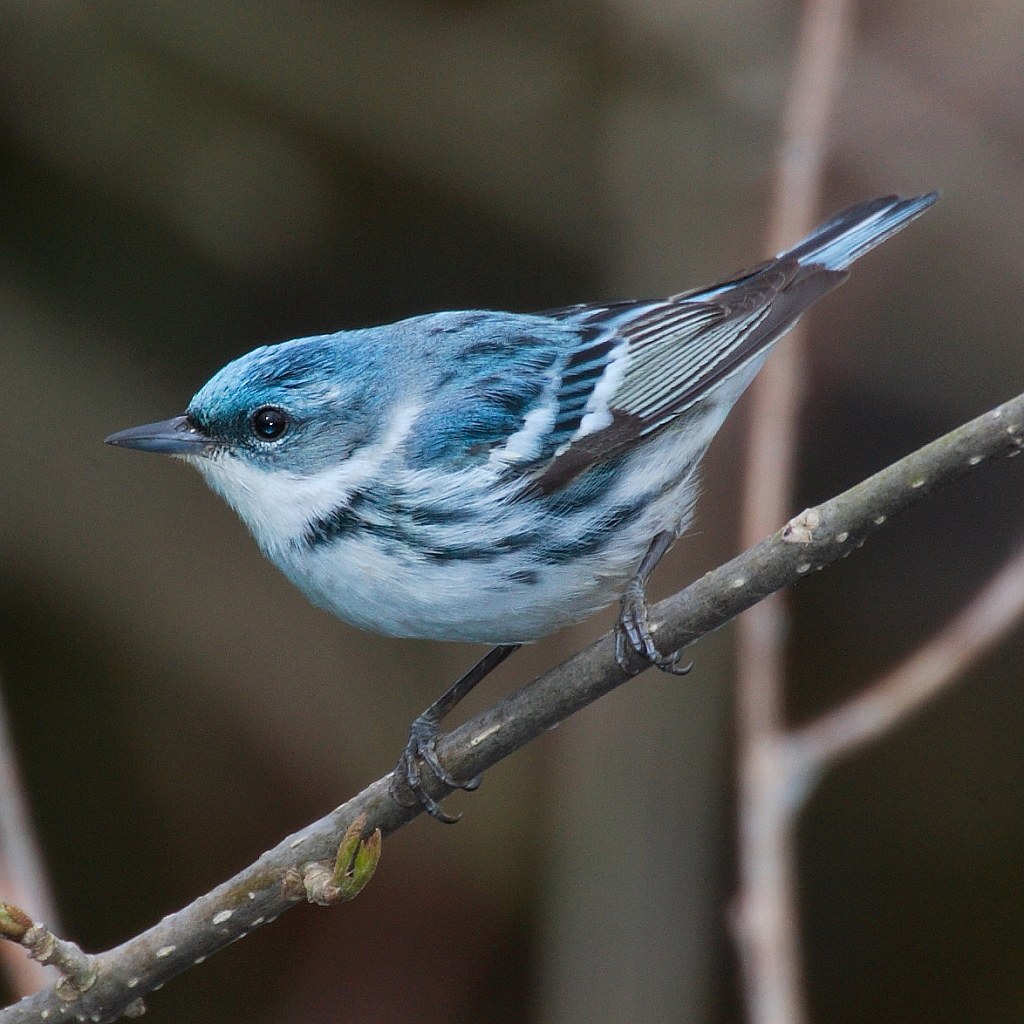
Paruline azurée
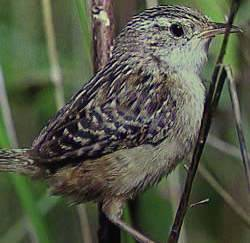
Troglodyte à bec court

Sept espèces de reptiles sont présentes dans le parc, soit la Tortue serpentine (Chelydra serpentina), la Tortue peinte (Chrysemys picta), la Tortue géographique (Graptemys geographica), la Couleuvre rayée (Thamnophis sirtalis), Couleuvre à ventre rouge (Storeria occipitomaculata) et la Couleuvre à collier (Diadophis punctatus). On y retrouve aussi 14 espèces d'amphibiens, soit le Triton vert (Notophthalmus viridescens), la Salamandre maculée (Ambystoma maculatum), la Salamandre à points bleus (Ambystoma laterale), la Salamandre à quatre orteils (Hemidactylium scutatum), la Salamandre cendrée (Plethodon cinereus), le Crapaud d'Amérique (Anaxyrus americanus), la Rainette versicolore (Hyla versicolor), la Rainette crucifère (Pseudacris crucifer), la Grenouille des bois (Lithobates sylvaticus), la Grenouille léopard (Lithobates pipiens), la Grenouille des marais (Lithobates palustris), la Grenouille verte (Lithobates clamitans), la Grenouille du Nord (Lithobates septentrionalis) et le Ouaouaron (Lithobates catesbeianus). Quatre de ces espèces sont en péril, soit la Salamandre à quatre orteils, la Grenouille des marais, la Tortue géographique et la Couleuvre à collier.

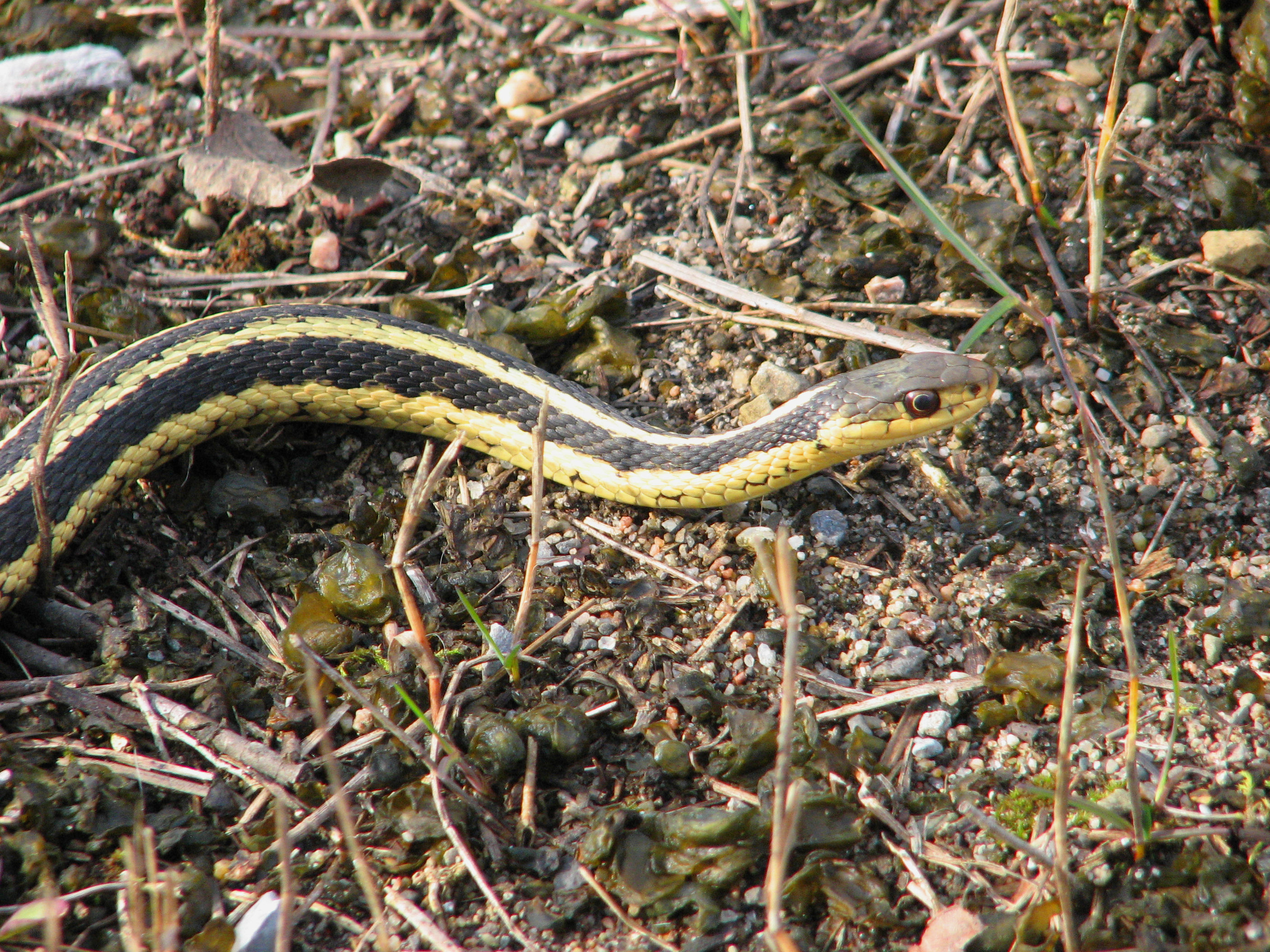
Couleuvre rayée
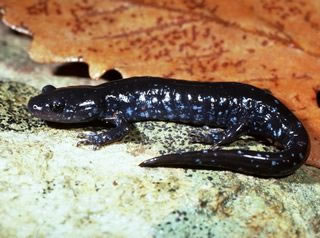
Salamandre à points bleus
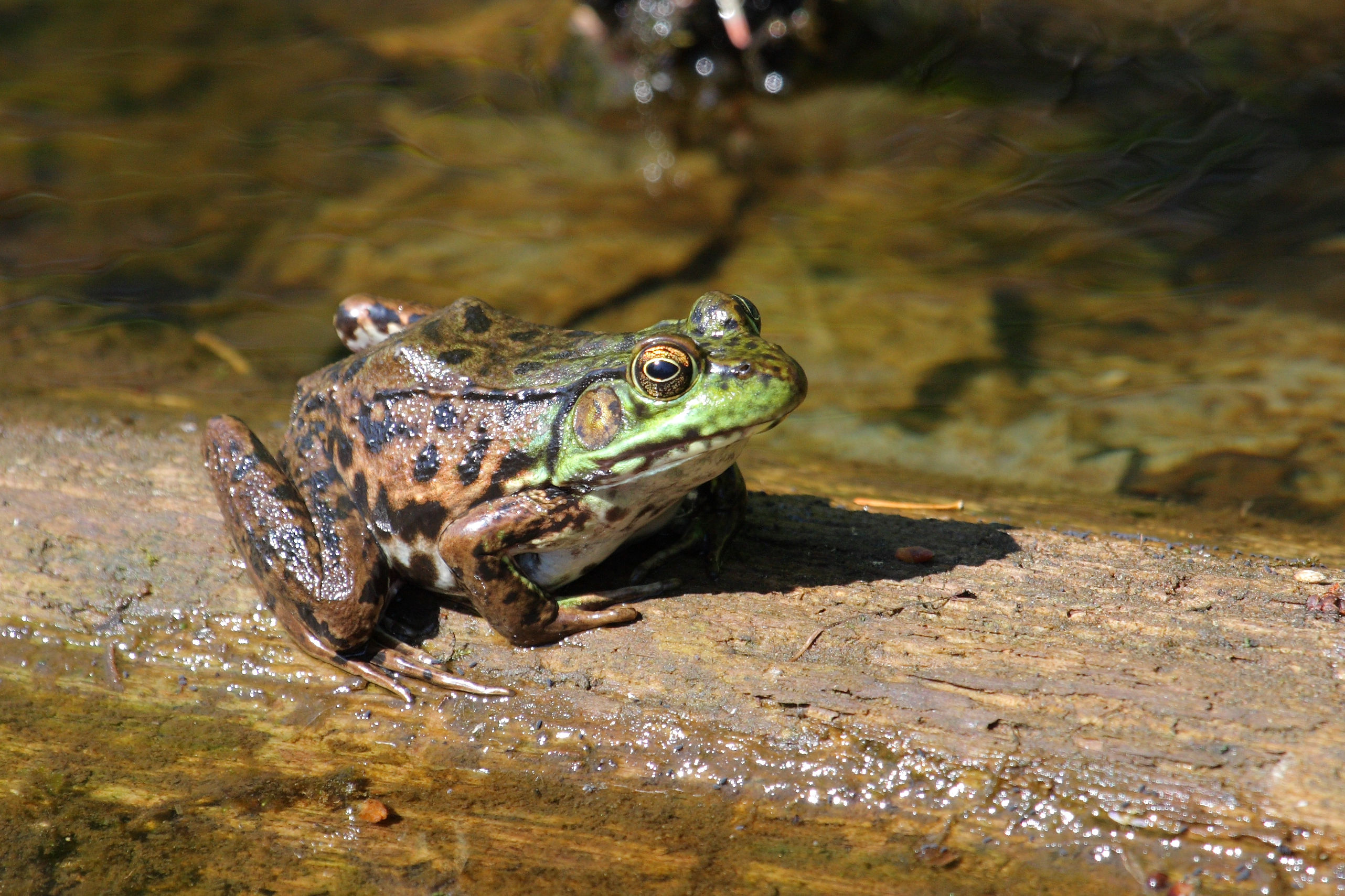
Grenouille verte

13 espèces de poissons ont été recensées dans les lacs du parc, soit le Crapet-soleil (Lepomis gibbosus), le l'Achigan à petite bouche (Micropterus dolomieu), la Perchaude (Perca flavescens), le Meunier noir (Catostomus commersonii), la Barbotte brune (Ameiurus nebulosus), le Méné jaune (Notemigonus crysoleucas), la Carpe commune (Cyprinus carpio), la Marigane noire (Pomoxis nigromaculatus), le Carassin (Carassius auratus), le Ventre-pourri (Pimephales notatus), le Raseux-de-terre gris (Etheostoma olmstedi), le Crapet de roche (Ambloplites rupestris) et le Museau noir (Notropis heterolepis).
La chenille spongieuse (Lymantria dispar) est l’une des nombreuses espèces que l’on peut retrouver dans le parc du Mont-Saint-Bruno. En 2021, une infestation de cette espèce a ravagé les arbres, laissant un paysage hors du commun pour les visiteurs du parc. La chenille spongieuse est caractérisée par cinq points bleus et six points rouges sur son dos ainsi que des poils longs. Cet événement exceptionnel est le résultat des conditions météorologies plus douces qu’a connu le Québec l’hiver précédent. Selon les informations publiées par le Gouvernement du Canada, une chenille spongieuse en stade larvaire peut manger l’équivalent d’un mètre carré de feuillage. Bien que considérée inoffensive pour l’humain et les animaux, il est recommandé de la manipuler à l’aide de gants, car certaines personnes pourraient avoir une réaction allergique. Afin de limiter la propagation de la chenille spongieuse, la ville de Saint-Bruno-de-Montarville a publié sur son site un guide explicatif pour ses citoyens. Ceux-ci sont invités à repérer les œufs (masses marron ou brun clair) dans les arbres, les roches ou encore les bâtiments puis à les détruire en les plongeant dans de l’eau savonneuse pour limiter la reproduction de l’espèce et ainsi diminuer le risque d’infestation,.

## Histoire

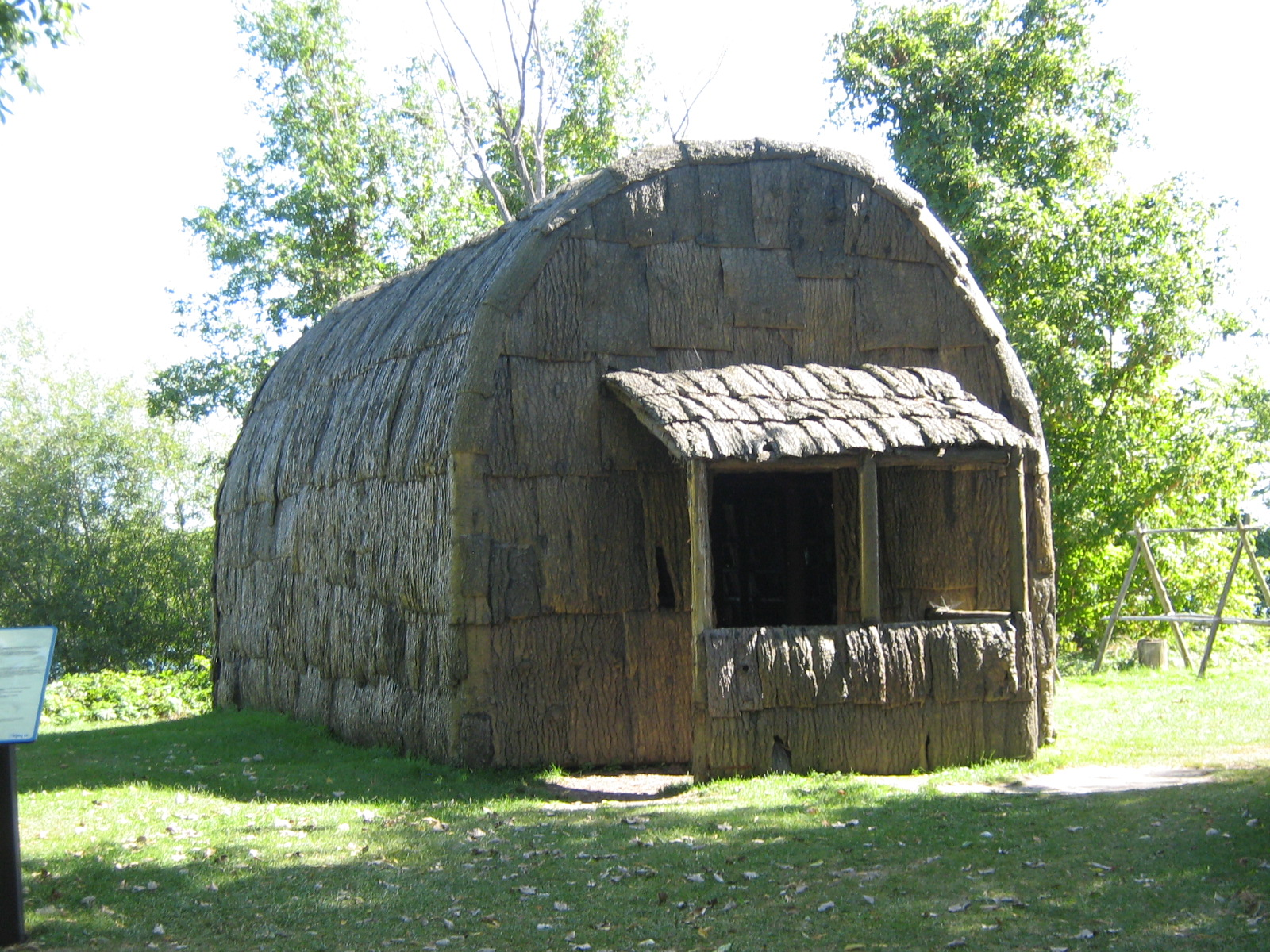
Reconstitution d'une maison longue amérindienne située dans le parc national des Îles-de-Boucherville.

Aucune trace de l'occupation amérindienne du territoire n'a été trouvée dans le parc. Toutefois le territoire a probablement été occupé depuis au moins 8 000 ans, soit le début de la période archaïque. Elle s'est poursuivie durant le Sylvicole jusqu'à l'arrivée des Français au XVIe siècle. La culture amérindienne associée avec la région du mont Saint-Bruno est celle des Iroquoiens du Saint-Laurent qui ont disparu vers 1580.

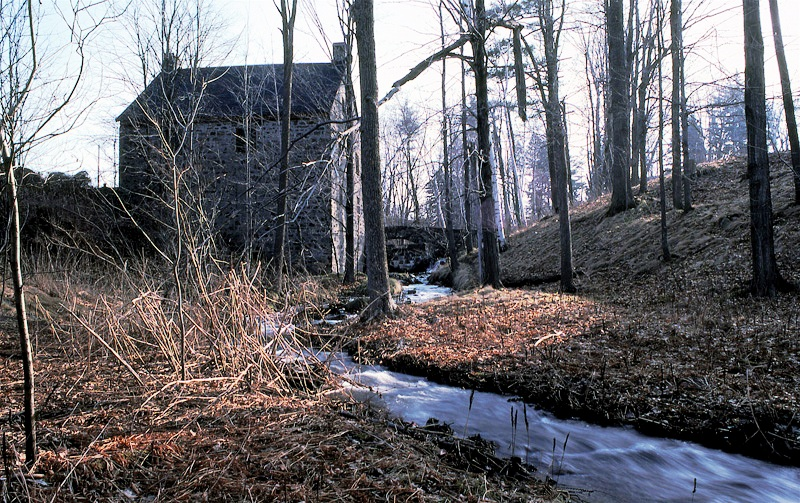
Le Vieux-Moulin à eau de Saint-Bruno.

C'est en 1710 que la seigneurie de Montarville a été concédée à Pierre Boucher, fils de la seigneurie voisine de Boucherville. Il faudra cependant attendre vers 1740 pour voir le début de son développement, du fait de l'absence de cours d'eau navigable touchant la seigneurie. Contrairement aux autres seigneuries de la région de Montréal, celle de Montarville utilisait l'eau plutôt que le vent pour actionner jusqu'à cinq moulins construits entre 1725 et 1816. Ceux-ci servaient à moudre le grain, tanner le cuir, carder la laine, tisser des étoffes et scier le bois. Le seul moulin encore existant est celui à grain, reconstruit en 1761 sur le site du premier moulin. En 1825, la famille Boucher vend la seigneurie à François-Pierre Bruneau, un avocat de Montréal, celle-ci est léguée à son cousin Olivier-Théophile en 1851.

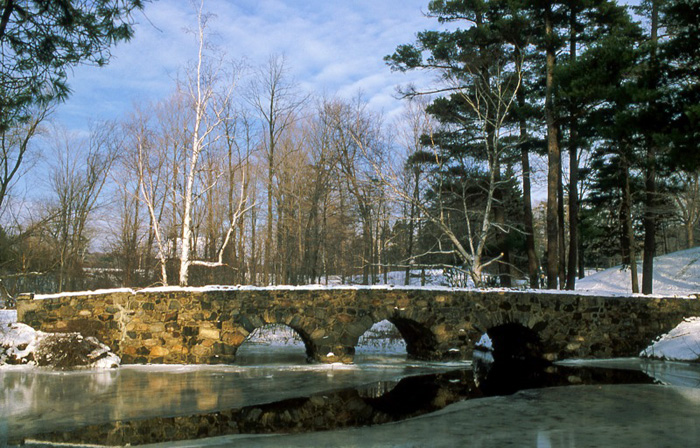
Pont à arches construit par Pease.

En 1897, Edson Loy Pease, un riche banquier de Montréal acquiert 405 ha de la montagne. En 1899, ce terrain est vendu à la Mount Bruno Association, une association qui gère le domaine en copropriété présidée par Pease jusqu'à sa mort en 1930. Cette association fit construire entre 1899 et 1940 dix résidences de villégiature de luxe qui sont maintenant enclavées dans le parc. Le domaine Pease, situé sur le lac du Moulin, a quant à lui brûlé en 1941.

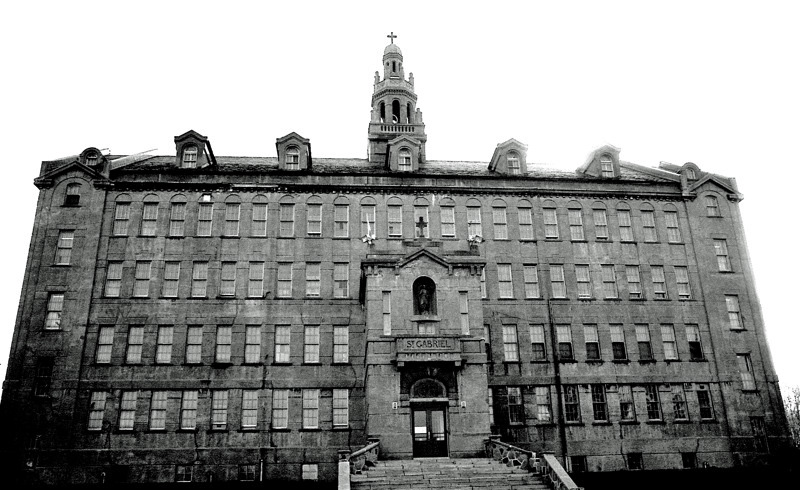
Juvénat des Frères de Saint-Gabriel.

Au début du XXe siècle, quatre communautés religieuses, les Jésuites, les Trinitaires, les sœurs des Sacrés-Cœurs et les frères de Saint-Gabriel acquirent tous des parcelles de terre autour du mont pour fuir l'urbanisation de Montréal et pour subvenir aux besoins alimentaires de leurs maisons d'enseignement. Ce fut cependant les frères de Saint-Gabriel qui marquèrent le plus la montagne. Ceux-ci s'installèrent en 1912 près de la Villa Grand-Coteau, propriété des Jésuites. En 1922, les Jésuites leur vendirent leurs propriétés du mont Saint-Bruno, dont la villa. L'acquisition fut vite rentable grâce à la culture des pommes et à la production laitière. En 1925, ceux-ci construisirent un juvénat qui fut la plus importante maison d'enseignement de cette congrégation au Québec. En 1930, ils aménagèrent un cimetière et en 1954, une grotte. En 1976, ceux-ci vendirent leurs propriétés au gouvernement du Québec. En 1990, le juvénat fut démoli. Le verger, ainsi qu'un arboretum de 0,51 ha, qui comprit à son apogée 176 espèces d'arbres et d'arbustes, sont les seuls témoins vivants de la présence de cette communauté religieuse.
Une carrière fut exploitée de 1928 au milieu des années 1940. Elle a laissé dans la montagne une entaille de 115 mètres de large par 140 mètres de long avec une hauteur de 40 mètres de hauteur sur la paroi la plus abrupte. En 1965, la station de ski de Ski Mont Saint-Bruno fut ouverte. Le chalet est reconstruit en 1971, deux ans après un incendie qui détruit le précédent. Avec le temps, la proximité de cette station avec Montréal a fait en sorte qu'elle est devenue une station reconnue pour son centre d'apprentissage pour les skieurs.

### Création du parc

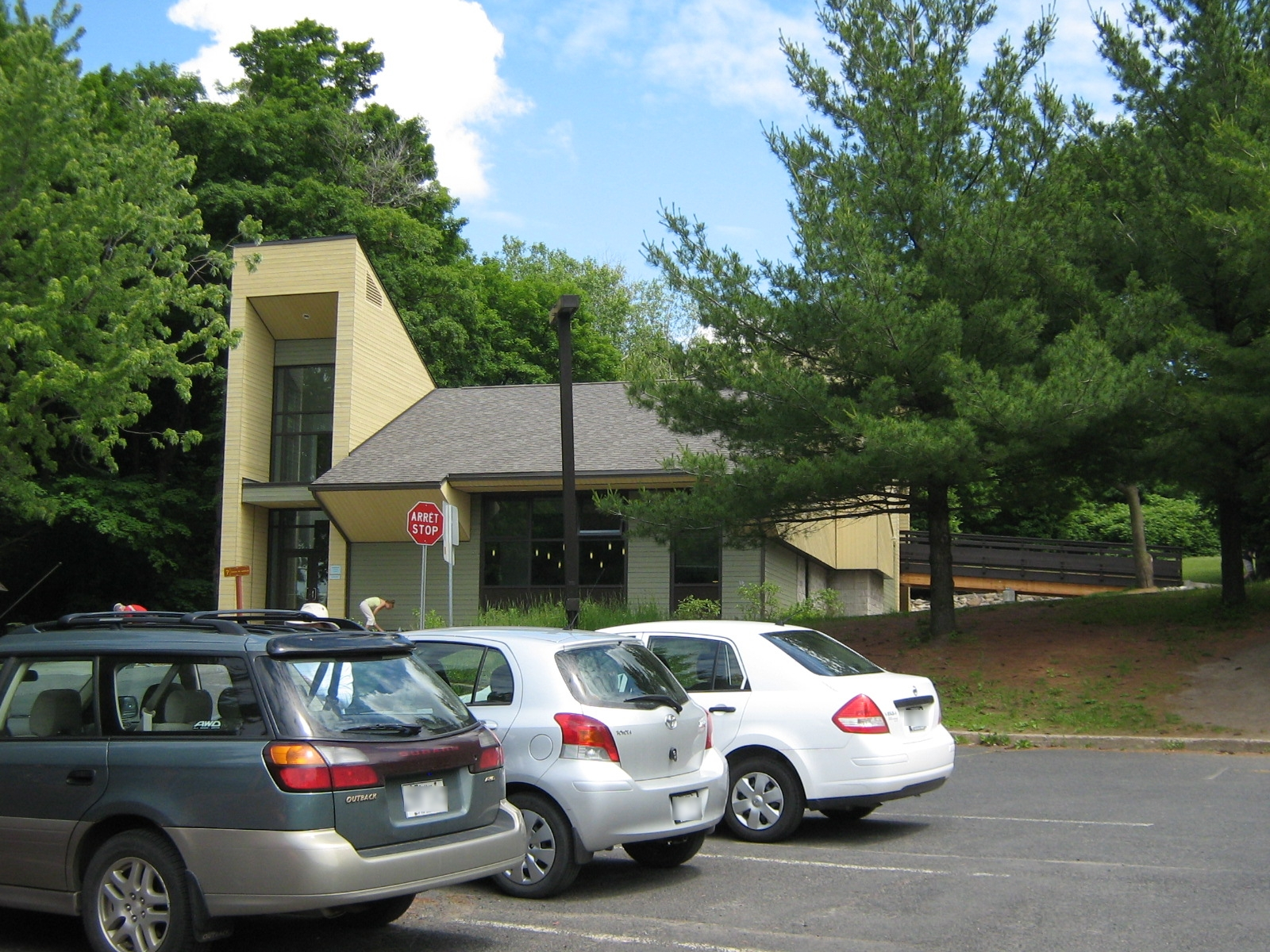
Centre de découverte et de services.

C'est en 1969 que la ville de Saint-Bruno-de-Montarville fit l'acquisition de 1,5 km2 de la montagne pour la protection des plans d'eau qui servent à l'alimentation de la ville en eau potable. À la suite des requêtes réclamant la protection de la montagne, le gouvernement du Québec acquit en 1975 et 1976 les terrains afin de créer le parc et de le transformer en réserve de chasse et de pêche. Celui-ci tint des consultations publiques visant la création du parc national en 1982. C'est le 2 octobre 1985 qu'est créé le parc de conservation du Mont-Saint-Bruno. En 2000, des consultations publiques ont été tenues dans le but d'agrandir le parc de 5,9 km2 à 7,9 km2 par l'acquisition de terrains appartenant à la ville de Saint-Bruno-de-Montarville et au ministère de la Défense nationale, ce dernier comprenant le sommet de la montagne. Cependant, le décret entérinant l'agrandissement n'a pas été déposé, le parc étant tout de même administré en tenant compte de la nouvelle superficie depuis l'an 2000. En 2001, le statut du parc fut changé comme pour tous ceux des autres parcs nationaux du Québec pour « parc national ». Finalement, le 27 juillet 2012, le gouvernement québécois annonce l'agrandissement du parc selon les limites prévues dans le projet de l'année 2000, ce qui permet d'y inclure une tourbière ainsi que « les principales collines qui manquaient encore au périmètre officiel du parc ». Le parc est finalement agrandi à sa superficie actuelle en 2013.

## Administration

Logo du parc

Comme pour la plupart des parcs nationaux du Québec, le parc du Mont-Saint-Bruno est administré par la Société des établissements de plein air du Québec (SÉPAQ) depuis 1999. Celle-ci gère l'offre d'activités et de services ainsi que la protection et la mise en valeur de ces parcs. L'exploitation des ressources naturelles à des fins forestières, minières et énergétiques y est interdite, comme dans tous les parcs du Québec. Le passage d'oléoduc, de gazoduc et de ligne de transport d'énergie est interdit dans le parc, à l'exception des équipements déjà existants. La chasse et le piégeage y sont aussi interdits.
Le parc partage son centre administratif avec le parc national des Îles-de-Boucherville et le bâtiment est situé dans celui-ci, à une dizaine de kilomètres à l'ouest du parc du Mont-Saint-Bruno.

## Tourisme

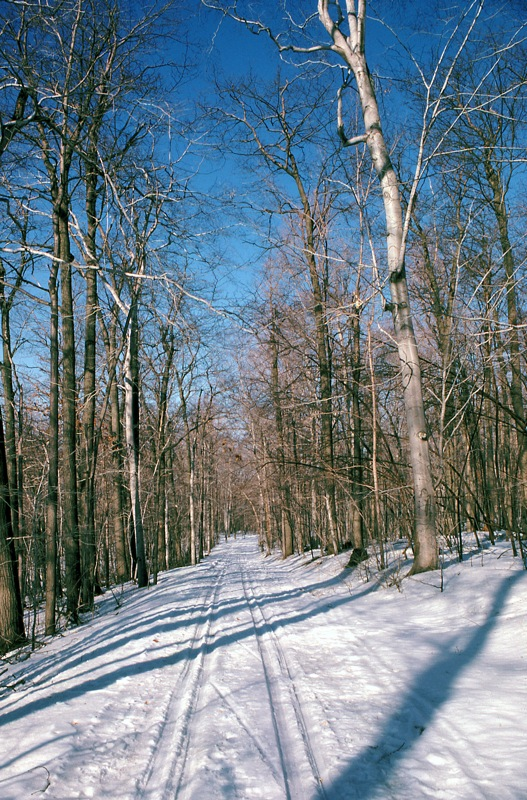
Sentier de ski de fond.

Le parc reçoit près de million de visiteurs par année, ce qui en fait le troisième parc le plus visité de la province après le parc de la Gatineau et le parc marin du Saguenay–Saint-Laurent. Celui-ci est accessible toute l'année et ne possède aucune infrastructure d'hébergement.
Durant l'été, il est possible d'y faire de la randonnée pédestre dans un réseau de sentiers totalisant 30 km, ainsi que du vélo dans les chemins de service du parc. Il est aussi possible d'y cueillir des pommes dans un verger entre août et octobre. Il est possible de louer des canots et des planches à pagaie (stand up paddleboard) de la fin juin au début du mois d’octobre
Durant l'hiver, le ski de fond, la raquette et la randonnée pédestre et le vélo à roues surdimensionnés {fat bike} y sont pratiqués.
Le parc du Mont-Saint-Bruno est l'un des trois parcs nationaux du Québec, avec les parcs nationaux du Mont-Tremblant et du Mont-Orford, où l'on retrouve un centre de ski alpin. Ski Mont Saint-Bruno est une petite station de ski alpin reconnue pour son école de ski avec plus de 550 moniteurs. La station compte 15 pistes et reçoit 300 000 visiteurs par saison.